# Further on up the Road (サザンオールスターズのライブ)
『Further on up the Road』（ファーザー・オン・アップ・ザ・ロード）は、サザンオールスターズが1979年の9月22日から12月12日まで行った全国型ツアーライブ。

## 解説
サザンオールスターズが全国の会館などを中心に行ったツアーライブ。約4か月間で40か所の会場で42公演を行った。ライブには全国から10万5千人が動員した。

## 演奏曲
1. OVER・TURE
オープニング。
2. R&R
3. 女呼んでブギ
4. 瞳の中にレインボウ
5. 別れ話は最後に
6. 恋はお熱く
7. ブルースへようこそ
8. 奥歯を食いしばれ
9. カントリー
後楽園公演では9曲目と10曲目の間に「ラチエン通りのシスター」が演奏された[2]。
10. C調言葉に御用心
11. Blues
12. いとしのエリー
13. 思い過ごしも恋のうち
14. 茅ヶ崎に背を向けて
15. 勝手にシンドバッド

アンコール
1. Further on Up the Road
2. 気分しだいで責めないで
3. 他
後楽園公演ではEn3に「勝手にシンドバッド」が演奏された[2]。